# Hetea, Covasna
Hetea (maghiară Hete) este un sat în comuna Vâlcele din județul Covasna, Transilvania, România. Se află în Munții Baraolt. Majoritatea populației din localitate este de etnie romă.